# 俺たちダンクシューター
『俺たちダンクシューター』（Semi-Pro）は、2008年に製作されたウィル・フェレル主演のスポーツコメディ映画である。

## 概要
コメディアンとして知られるウィル・フェレルが主演した本作は、かつて1970年代に北米の大リーグNBAに対抗する形で結成されたアメリカン・バスケットボール・アソシエーション（ABA）に所属する架空のバスケットボールチームを舞台にしたスポーツコメディ映画である。アメリカ版の映画予告編では、フェレルが選手控室の長椅子に横たわりバスケットボールで局部を隠す“ヌード”まで披露した。共演には『ナチュラル・ボーン・キラーズ』などで知られる個性派俳優ウディ・ハレルソンほか、ラッパーのアンドレ・ベンジャミン、モーラ・ティアニーやウィル・アーネットらが揃っている。日本では2008年に公開された。

## あらすじ
時は1976年。かつて『Love Me Sexy』が一曲だけヒットした歌手ジャッキー・ムーン（ウィル・フェレル）は、ミシガン州フリント市を拠点とするバスケチーム『フリント・トロピックス』のオーナー。NBAに対抗する形で作られたABAリーグに所属する新興チームなのだが、オーナーで選手で監督であるジャッキーには試合前の自身による歌謡パフォーマンスしか眼中になく、チームの強さは最下位だった。そんなある日、ABAの経営難が元で、NBAに吸収されることになる。成績優秀な4つのチームだけを存続させ、残りの弱小チームは強制的に解散させられてしまうことを知ったジャッキーは気を入れ替えて何とかトロピックスを存続させるべく奮闘するのだった。

## キャスト
※括弧内は日本語吹替
- ジャッキー・ムーン - ウィル・フェレル（楠大典）
- エド・モニックス - ウディ・ハレルソン（小杉十郎太）
- クラレンス・ウィザーズ - アンドレ・3000（宮内敦士）
- リン - モーラ・ティアニー（葛城七穂）
- ルー・レッドウッド - ウィル・アーネット（檀臣幸）
- ABAコミッショナー、アラン - デヴィッド・ケックナー
- ジャッキーの母 - パティ・ラベル
- デュークス - ジャッキー・アール・ヘイリー
- ヴァキディス - ピーター・コーネル
- レストランの客 - ジョージ・ガービン

## スタッフ
- 監督 - ケント・アルターマン
- 製作 - ジミー・ミラー
- 製作総指揮 - ローレン・シュラー・ドナー、ほか
- 脚本 - スコット・アームストロング
- 音楽 - セオドア・シャピロ
- 撮影 - シェイン・ハールバット
- 編集 - デブラ・ニール・フィッシャー
- 衣装 - スーザン・マシスン